# Marquesado de Casa Enrile
El marquesado de Casa Enrile es un título nobiliario español creado por el rey Carlos III en favor de Jerónimo Enrile y Guerci, director del Asiento general de negros en La Habana, el 19 de agosto de 1778 por real decreto y el 12 de octubre del mismo año por real despacho.
En 1915 fue rehabilitado por Alfonso XIII y recayó en Pascual Enrile y García.

## Marqueses de Casa Enrile
|                                 | Titular                         | Periodo                 |
| Creación por Carlos III         | Creación por Carlos III         | Creación por Carlos III |
| ------------------------------- | ------------------------------- | ----------------------- |
| I                               | Jerónimo Enrile y Guerci        | 1778-¿?                 |
| Rehabilitación por Alfonso XIII |                                 |                         |
| II                              | Pascual Enrile y García         | 1915-1931               |
| III                             | Agustín Enrile y Ruiz de Alcalá | 1931-1973               |
| IV                              | Francisco Javier Enrile Corsini | 1973-presente           |

## Historia de los marqueses de Casa Enrile
La lista de los marqueses de Casa Enrile es la que sigue:
- Jerónimo Enrile y Guerci, I marqués de Casa Enrile.

Casó con María de la Concepción Alcedo y Herrera, hija de los marqueses de Villaformada. De sus hijos varones, entre los que se cuenta Pascual Enrile y Alcedo (1772-1836), no tuvo descendientes, solo de su hija María de la Paz Enrile y Alcedo, que casó con José de Ezpeleta y Galdeano, I conde de Ezpeleta de Veire. Ambos fueron padres de tres varones y una mujer, pero ninguno de estos usó el título
En 1915 sucedió, por rehabilitación:
- Pascual Enrile y García, II marqués de Enrile, general de caballería y gran cruz de la Orden de San Hermenegildo. El 3 de marzo de 1931 le sucedió su hijo:

- Agustín Enrile y Ruiz de Alcalá, III marqués de Casa Enrile. VII marqués de Villaformada.

Casó con María del Pilar Corsini y Marquina. El 4 de julio de 1973 le sucedió su hijo:
- Francisco Javier Enrile Corsini, IV marqués de Casa Enrile.

Casó con Marta Mora-Figueroa Argudo.